# Patty Peeters
Patty Peeters (25 juni 1987) is een Belgisch korfbalster. Zij komt uit een ware korfbalfamilie, want ook oudere broer David Peeters speelt op het hoogste niveau korfbal.
Terwijl David 3 maal Korfballer van België werd, werd Patty 4 maal verkozen tot Korfbalster van het Jaar.

## Spelerscarrière
Peeters speelt haar volledige spelerscarrière voor Scaldis.
In seizoen 2009-2010 won Scaldis de Belgische zaaltitel door in de finale te winnen van Boeckenberg. Onder coach Jurgen Frensch werd voor de eerste keer in 40 jaar weer de zaaltitel gewonnen.
In het seizoen erna, 2010-2011 stond Scaldis weer in de zaalfinale. Echter bleek in de eindstrijd nu Boeckenberg te sterk. Scaldis verloor deze finale met 20-17.
De tweede zaaltitel kwam in seizoen 2013-2014. Ook toen versloeg Scaldis in de finale Boeckenberg. In een spannende eindstrijd werd het 29-28 in het voordeel van Scaldis. Iets later dat jaar stonden beide ploegen in de veldfinale, echter kon Scaldis deze niet verzilveren. Boeckenberg won deze veldfinale met 25-11.
In seizoen 2016-2017 stond Scaldis wederom in de zaalfinale. Echter verloor Scaldis deze van AKC met 21-18.

## Erelijst
- Top League kampioen zaalkorfbal, 2x (2010, 2014)
- Eerste klasse kampioen veldkorfbal, 1x (2009)
- Beker van België kampioen veldkorfbal, 2x (2012, 2013)
- Beste Korfballer van het Jaar, 4x (2009, 2010, 2013, 2014)

## Rode Duivel
Van 2006 t/m 2017 was Peeters speelster van het Belgisch korfbalteam.
Zo speelde ze op de onderstaande internationale toernooien:
- EK 2006, 2e plaats
- WK 2007, 2e plaats
- World Games 2009, 2e plaats
- EK 2010, 2 plaats
- WK 2011, 2e plaats
- World Games 2013, 2e plaats
- EK 2014, 2e plaats
- WK 2015, 2e plaats
- EK 2016, 2e plaats
- World Games 2017, 3e plaats

Peeters had de eer om tijdens de World Games van 2017 de Belgische vlag te dragen bij de openingsceremonie.